# فاليرس
فاليرس (نورد إست) (بالفرنسية: Vallières, Nord-Est)‏ هي منطقة سكنية تقع في هايتي في دائرة فاليريس.[بحاجة لمصدر] يقدر عدد سكانها بـ 17,470 نسمة وترتفع عن سطح البحر 36 متر.